# Domenico Ferrari
Domenico Ferrari (* 1722 in Piacenza; † 1780 in Paris) war ein italienischer Komponist und Violinist der Vorklassik.

## Leben
Seine Lehrer waren die Komponisten Andrea Zani und Giuseppe Tartini, zu dessen besten italienischen Schülern er gezählt haben soll. Nach Beendigung seiner Studien ließ er sich in Cremona nieder. 1749 hatte er einen ersten Auftritt am Kaiserhof in Wien, wo er als erfolgreicher Violinvirtuose gefeiert wurde. 1753 nahm er eine Stellung am Württembergischen Hof in Stuttgart an, wo er gemeinsam mit Pietro Nardini solistische Auftritte hatte. Mit großem Erfolg spielte Ferrari 1754 bei den Concerts spirituels in Paris, wo er sich definitiv niederließ.
Das bekannte kompositorische Schaffen Ferraris besteht ausschließlich aus Instrumentalmusik. Der Gebrauch des bezifferten Basses ist für seine Violinsonaten charakteristisch, dies gibt seinen Werken einen barocken Charakter. Seine Harmonien und die dreisätzige Form seiner Sonaten entsprechen hingegen eher dem klassischen Stil. In manchen Werken ersetzt er den barocken Laufbass durch eine sich langsam bewegende Basslinie. Der Gebrauch von Flageoletttönen ist von historischem Interesse, da deren Vorkommen in den Sonaten Ferraris zu den frühen Beispielen dieser Technik gehören.
Ein älterer Bruder Ferraris, Carlo Ferrari (1714–1790), war Cellist in der capella ducale in Parma und veröffentlichte in Paris unter anderem zwei Sammlungen Cellosonaten und zwei Sammlungen zu je sechs Streichersinfonien.

## Werke
- 6 Triosonaten  (London, 1757)
- op. 1-6 36 Sonaten für Violine und Bass (Paris, 1758–1762)
- op. 2 6 Duo-Sonaten für zwei Violinen Nr. 1 und 2 von Nardini (London, um 1765)
- op. 2 6 Sonaten für Violine, Cembalo oder Bass, Autorenschaft ungesichert (Amsterdam, c1766–74)
- Concerto für Violine und Streicher
- Sonatenfragment für Flöte und Bass
- 6 nouvelles romances (Paris)

## Quelle
New Grove 1st Edition